# Чкаловська сільська рада (Оренбурзький район)
Чка́ловська сільська рада (рос. Чкаловский сельский совет) — сільське поселення у складі Оренбурзького району Оренбурзької області Росії.
Адміністративний центр — селище Чкалов.

## Населення
Населення — 2217 осіб (2019; 1873 в 2010, 1651 у 2002).

## Склад
До складу сільської ради входять:
| Населений пункт                     | Населення, осіб (2002) | Населення, осіб (2010) |
| ----------------------------------- | ---------------------- | ---------------------- |
| Благословенське Лісничество, селище | 42                     | 41                     |
| Чкалов, селище                      | 1609                   | 1832                   |